# Moogle
A moogle (モーグリ; Hepburn: Mōguri) kitalált kisméretű, érző lények faja, amely a Final Fantasy, a Mana és a Kingdom Hearts videójáték-sorozatokban jelenik meg és a Final Fantasy egyik kabalájának tekinthető. A faj az 1990-ben megjelent Final Fantasy III-ban kapott először szerepet. A moogle-ök különféle célokat szolgálnak a különböző játékokban, amelyekben megjelennek. Néha a játékállás elmentésére adnak lehetőséget vagy boltvezetőkként szolgálnak, míg máskor a csatákban is segédkezhetnek vagy akár játszható szereplők is lehetnek.

## Jellemzők
A „moogle” szó japán transzliterációja, a móguri, a mogura (土竜, ’vakond’) és a kómori (蝙蝠, ’denevér’) szavak összerántása. A faj képviselőit rendszerint fehér bunda borítja és a fejükből egy csáp áll ki, melynek végén egy apró piros vagy sárga gömb, „pompom” található. Apró piros vagy lila szárnyaik vannak, fülük alakja macskákéhoz vagy a nyúlakéhoz hasonló. Mondataikat gyakran a "kupo" (クポー; Hepburn: kupō) szócskával zárják le. Kedvenc ételük a kupogyümölcs.
A moogle-ök gyakran az idéző vagy a hívó szereplőosztály által megidézhető lényekként jelennek meg.  A fajhoz rendszerint alacsonyabb szintű idézővarázs tartozik, amit a játékosok a játékok elején megszerezhetnek.

## Megjelenések
A moogle-ök először az 1990-ben megjelent Final Fantasy III-ban jutottak szerephez, Doga varázslómester testőreiként. Első Final Fantasy sorozaton kívüli megjelenésük a Secret of Manában volt, ahol eltérő, barnás színpalettát és macskaszerű kinézetet kaptak. A „moogle” egy státuszeffektus is a Mana sorozatban, ahol a játszható szereplők moogle-ökké változhatnak egy bizonyos ideig vagy amíg az effektust ki nem gyógyítják. A Final Fantasy VI (1994) volt az első alkalom, hogy a faj egyik tagja megszólalt, hogy játszható szereplő volt, illetve, hogy pompom volt a fején. A faj szinte az összes további Final Fantasy-játékban megjelent, gyakran eltérő szerepekben és kissé eltérő kinézettel. Ezek mellett olyan spin-off játékokban is helyet kaptak, mint a Final Fantasy Tactics vagy a Crystal Chronicles. A Kingdom Hearts sorozatban a faj tagjai vezetik a szintézisboltokat, ahol a játékosok az ellenfelekből kinyert anyagokból tárgyakat, felszereléseket és fegyvereket készíthetnek.
Több játékban szerepel moogle-témájú ruházat; a Final Fantasy X-2-ben egy Yuna által viselhető moogle-kabalakosztüm, míg a Lightning Returns: Final Fantasy XIII-ban egy Lightning által hordható moogle-babákból álló ruha is szerepel. A Final Fantasy XV „Moogle Chocobo Carnival” elnevezésű rendezvényén is szerepel egy moogle-kabalakosztüm.

## Ajándéktárgyak
A Square Enix egy japán házasságkötő vállalattal együttműködve egy Final Fantasy témájú esküvői szolgáltatást indított, melynek része egy hatalmas virtuális moogle. A Lawson japán üzletlánc egyik versenyének díja egy hatalmas moogle témájú ágy volt.

## Fogadtatás
Mike Fahey Kotaku-szerkesztő elmondása szerint a moogle a kedvenc videójáték-szereplője, azonban kritizálta a Final Fantasy XIII-2-ben látható „gusztustalan” kinézetüket.

## Fordítás
- Ez a szócikk részben vagy egészben  a   Moogle című angol Wikipédia-szócikk ezen változatának fordításán alapul.  Az eredeti cikk szerkesztőit annak laptörténete sorolja fel. Ez a jelzés csupán a megfogalmazás eredetét és a szerzői jogokat jelzi, nem szolgál a cikkben szereplő információk forrásmegjelöléseként.